# Israel Kirzner
Israel Meir Kirzner, född 13 februari 1930, är en amerikansk nationalekonom och professor emeritus vid New York University. Kirzner föddes i London, studerade i Kapstaden och avlade doktorsexamen vid New York University 1955,, där han hade haft Ludwig von Mises som lärare. Kirzner är framstående inom forskning om entreprenörskap och är ett ledande namn inom den österrikiska skolan inom nationalekonomin.
Kirzners entreprenörsbegrepp skiljer sig från till exempel Joseph Schumpeters, i det att Kirzner fäster större vikt vid arbitrage som faktor och ser entreprenörskap inte i lika stor utsträckning kopplat till teknisk förnyelse. 2006 fick Kirzner pris av svenska myndigheten NUTEK för sin forskning om entreprenörskap.
Kirzner är utanför akademin även rabbin och lärare i Talmudstudier.